# Ctenomys bonettoi
Туко-туко Бонетто (Ctenomys bonettoi) — вид гризунів родини тукотукових, який зустрічається в північно-східній Аргентині на південному сході провінції Чако.

## Етимологія
Вид названий на честь доктора Аргентіно Ауреліо Бонетто (1920—1998), аргентинського натураліста, іхтіолога й еколога, який навчався в університеті Кордови і отримав ступінь доктора природничих наук. Автор праць Southern South American Streams and Rivers (1995) і частини книги River arid Stream Ecosystems (1990).

## Загрози та охорона
Серйозною загрозою є розширення сільськогосподарських площ під вирощування сої. Знайдений в національному парку дель Чако.